# Nagourskoïé
La base Nagourskoïé, code OACI : UODN, (en russe : Нагурское) est un aéroport militaire russe de l'Arctique situé dans l'archipel François-Joseph en Terre d'Alexandra, à 1 350 km au nord de Mourmansk. 

## Géographie
Unique endroit habité de l'archipel, la station se compose entre autres des bâtiments de la caserne, d'entrepôts, de garages, de l'aéroport et d'une petite église en bois.

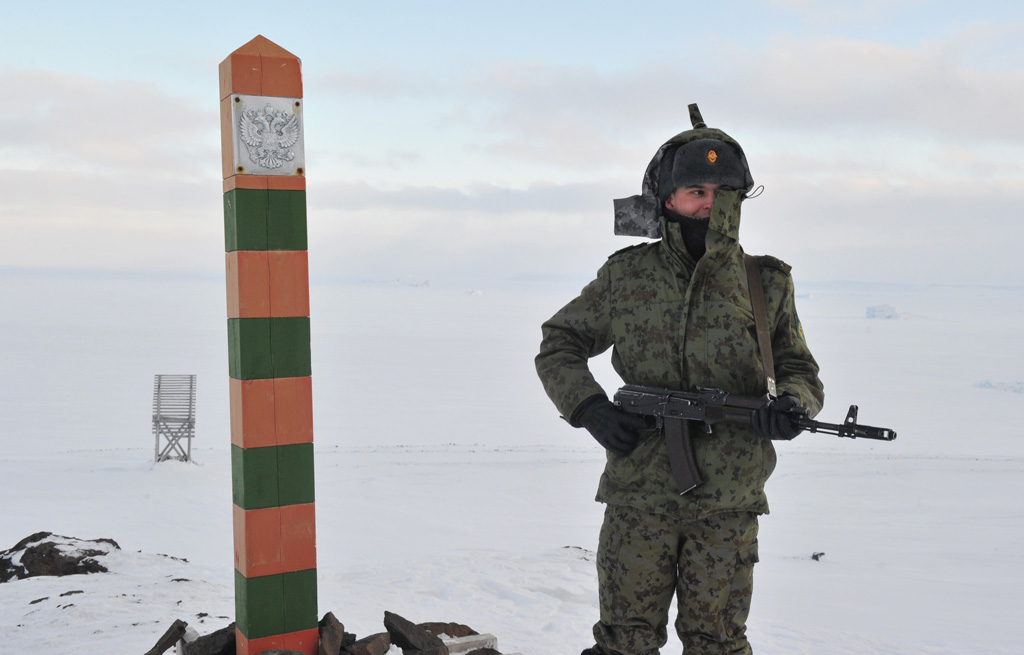
Garde à Nagourskoïe

## Histoire

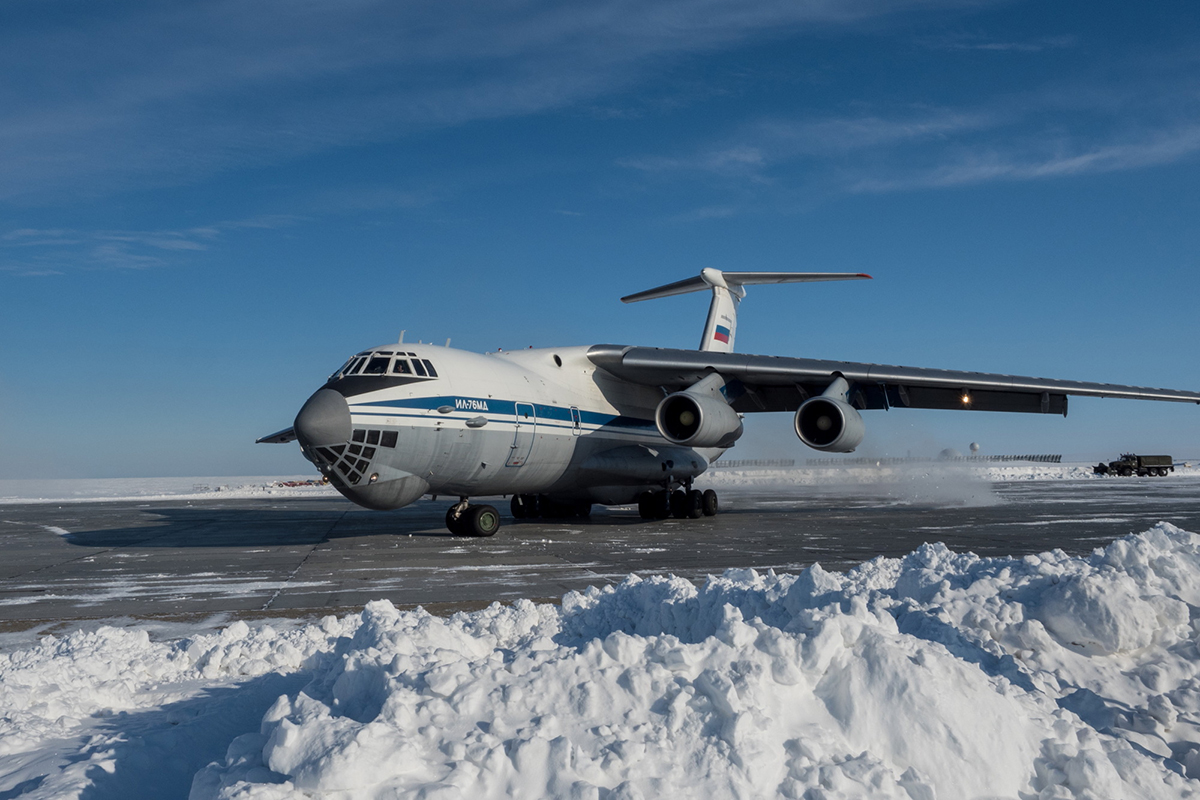
Aérodrome de Nagurskoye

La station polaire Nagourskoïé doit son nom à la base aérienne du même nom, lieu choisi en 1947 par le chef de l'aviation polaire Ilya Pavlovich Mazuruk. Le premier chef de la base aérienne était le pilote Kurochkin. La base aérienne originelle a été nommée en l'honneur de l'aviateur polaire Jan Nagórski. Pendant la grande guerre patriotique, à 100 km de la future base aérienne de la partie occidentale de l'île d'Alexandra, une station météorologique allemande, appelée Schatzgraber (littéralement « Chasseur de trésors »), servait de base aux sous-marins rendant possible le ravitaillement de ces-derniers. La station météorologique a été ouverte dans le cadre du projet, baptisé Wunderland (Pays des merveilles) en 1943 et a fonctionné jusqu'en juillet 1944. Les restes de cette station ont été découverts par Ilya Pavlovich Mazuruk lorsqu'il recherchait, en avion, un emplacement pour créer Nagourskoïé.
En 1947, en pleine guerre froide, la Russie décide d'y réinstaller une base militaire, base de bombardiers pour l'aviation à long rayon d'action permettant d'atteindre les États-Unis. En 1951, lors d'une ronde au-dessus de la Terre Alexandra, un groupe de pilotes polaires soviétiques; avec la participation du navigateur Akkouratov, découvrit une pirogue peinte en blanc. Selon les documents trouvés dans la pirogue, un groupe météorologique de 10 personnes a été envoyé sur l'île sous la direction du lieutenant Makus et le chef scientifique Dressa. L'expédition a commencé ses travaux le 15 octobre 1943. Dans le personnel du groupe, il y avait aussi un chasseur professionnel - Werner Blankenburg, qui a abattu un gros ours polaire. La totalité du personnel de la station, empoisonné à la viande d'ours, a contracté la trichinose et a été évacué dans un Focke-Wulf FW 200 . En 1981, la porte frontalière Nagourskaïa a été mise en service. Le 19 avril 1991, une station météorologique a été fermée en Terre Alexandra tandis que la station hydrométéorologique marine a été fermée en 1997.
Le 23 décembre 1996, un avion cargo Antonov An-72 s'écrase sur la piste, ce qui en fait un des accidents d'avion les plus au nord survenus. Le 12 octobre 2004, une plaque commémorative a été érigée sur la terre Alexandra «comme le signe qu'ici, à Nagourskoïé, en terre François-Joseph, la première base russe sera créée, à partir de laquelle débutera le développement de l'Arctique au XXIe siècle». En 2006, 200 tonnes de matériaux de construction et 24 pièces d'équipement ont été transportées depuis Arkhangelsk sur l'île d'Alexandra. En 2008, un nouveau complexe administratif et résidentiel a été ouvert à Nagourskoïé. Le 12 septembre 2008, une réunion du Conseil de sécurité de la fédération de Russie s'est tenue à Nagourskoïé. Il était consacré aux "problèmes de l'augmentation de la présence de la Russie dans l'Arctique". En avril 2013, un complexe météorologique automatique a été installé sur Nagourskoïé. L'aérodrome de Nagourskoïé fait désormais partie des 13 aérodromes qui seront restaurés en vue de la création, le 1er décembre 2014, du Nord-Commandement stratégique unifié. À l'avenir, les unités radio-techniques de la défense aérienne et des forces aériennes seront basées ici. En 2014, il était prévu d'exporter environ 8 000 tonnes de déchets sur quatre îles de l'archipel François Joseph, en particulier des bâtiments délabrés, des structures impropres à l'habitation, des machines abandonnées, de la ferraille, des déchets ménagers et industriels, etc.
L'aéroport est toujours opérationnel.